# Trzebieszów
Trzebieszów – wieś w Polsce położona w województwie lubelskim, w powiecie łukowskim, w gminie Trzebieszów.
| SIMC    | Nazwa    | Rodzaj    |
| ------- | -------- | --------- |
| 0693173 | Nogawica | część wsi |
| 0693180 | Obelniki | część wsi |

Wieś królewska położona była w drugiej połowie XVI wieku w ziemi łukowskiej województwa lubelskiego. W latach 1975–1998 miejscowość administracyjnie należała do województwa siedleckiego.
Wieś stanowi sołectwo w gminie Trzebieszów. Według Narodowego Spisu Powszechnego z roku 2011 wieś liczyła 559 mieszkańców.
Miejscowość jest siedzibą gminy Trzebieszów oraz rzymskokatolickiej parafii Dziesięciu Tysięcy Rycerzy Męczenników.

## Historia
Trzebieszów jest starą osadą. W czasach jagiellońskich była to jedna z ważniejszych miejscowości leżących przy trakcie wiodącym z Krakowa do Wilna. Był więc siłą rzeczy stacją podróżną i noclegową dla podróżujących tym ważnym traktem. Podróżowali tędy i niejednokrotnie zatrzymywali się w Trzebieszowie na postój zarówno królewscy posłańcy, jak też królowie wraz z całym orszakiem. Pierwsza wzmianka o Trzebieszowie pochodzi z 1430 roku. Jest to prawdopodobnie data erygowania parafii w Trzebieszowie, ponieważ z zapisku wynika, iż istnieje tutaj parafia, na której to parafii plebanem jest ksiądz Jan. Fundatorem pierwszego, drewnianego kościoła, według miejscowej tradycji był sam Władysław Jagiełło.
Z zapisków wynika też, że w 1529 roku plebanem był Adam, w 1596 r. Krzysztof Czuryłło, w 1659 Mikołaj Leżeński, a w 1724 Antoni Barański. Parafie w XV w. obejmowały rozległy teren, ponieważ gęstość zaludnienia w tych czasach była niewielka. Najbliżej Trzebieszowa położone wówczas parafie były w Łukowie i Zbuczynie (w Zbuczynie parafię erygował w 1418 roku biskup krakowski Wojciech Jastrzębiec). Parafia w Zembrach powstała dopiero w latach trzydziestych XX w. po wybudowaniu tam drewnianego kościoła. Zarówno Trzebieszów, jak i okoliczne, należące do parafii miejscowości (Szaniawy, Krasusy, Płudy, Wierzejki, Kurów, Karwów) zamieszkiwała drobna szlachta, z czasem dość licznie rozrodzona (Szaniawscy, Karwowscy, Kurowscy, Krasuscy, Wierzejscy). W roku 1724 pobudowano w Trzebieszowie nowy, drewniany kościół, który przetrwał do połowy XIX w. i spłonął od pioruna w 1855 roku. Na jego miejscu pobudowany został w 1863 roku murowany kościół pod wezwaniem Św. Rycerzy, wzniesiony częściowo ze składek parafialnych, a w części ze środków własnych księdza Radzikowskiego.
Według rejestru poborowego dla powiatu łukowskiego w 1531 roku wieś Trzebieszów miała 6 łanów, 2 młyny, 2 łany plebana, 1 łan dziedziczny wójtowski. W 1552 roku wieś królewska Trzebieszów miała 44 osad (zagród), młyn o 4 kołach. W części szlacheckiej pleban miał 12 osad. Był też 1 łan wójtowski. „Siedzieli też we wsi obelnicy i młynarze”. W 1827 roku w Trzebieszowie było 74 domów, liczył 450 mieszkańców. Z dawnej królewszczyzny wydzielono w roku 1838 majorat dla generała majora Ottona v. Burmeister. W skład majoratu wszedł folwark Trzebieszów z obszarem 1366 mórg, 703 morgi lasu, „sołtystwo” 104 morgi, młyn wodny, wiatrak i folwark proboszczowski 226 mórg. Wieś Trzebieszów miała w tym czasie 1489 mórg. Pozostałą resztę królewszczyzny stanowiły folwark i wieś Obelniki (folwark 224 mórg, wieś Obelniki 80 mórg) i 712 mórg lasów.
W latach siedemdziesiątych XIX stulecia Trzebieszów jest siedzibą gminy liczącej 1994 mieszkańców oraz 6177 mórg obszaru. Wśród stałej ludności mieszkającej na terenie gminy było 10 osób wyznania prawosławnego, 13 protestantów, 93 żydów. W skład gminy wchodziły Obelniki, Rogale, Szaniawy, Szaniawy-Matysy i Trzebieszów.
Trzebieszów posiadał w tym czasie kościół murowany, szkołę początkową, sąd gminny okr. III oraz urząd gminny. Liczył 99 domów i 961 mieszkańców. 
W dwudziestoleciu międzywojennym i w czasie okupacji niemieckiej nauczycielem szkoły powszechnej w Trzebieszowie był Feliks Kaliński (1893–1959), kawaler Virtuti Militari i Krzyża Niepodległości z Mieczami.
Na przełomie roku 1944/45 aresztowano 30 mężczyzn w kościele w Trzebieszowie i rozstrzelano ich w Uroczysku Baran w Kąkolewnicy.
W okresie międzywojennym w gminie Trzebieszów zamieszkiwało 83 Żydów. Społeczność ta przestała istnieć w 1942 roku, kiedy to na rozkaz Niemców chłopi trzebieszowscy wyłapali miejscowych Żydów i odwieźli ich furmankami do getta w pobliskim Łukowie. Mienie pożydowskie zostało rozgrabione przez miejscowych. Żydzi z Trzebieszowa podzielili los innych Żydów z getta, zostali zamordowani w Treblince lub rozstrzelani w getcie.
W czasie II wojny światowej pod koniec 1944 r. w miejscowości znajdowało się Dowództwo 5 Dywizji Piechoty.
W Trzebieszowie urodził się Feliks Winiarczyk – poseł na Sejm, a także drugie czworaczki w Polsce po II wojnie światowej (trzech chłopców i dziewczynka).
18 czerwca 2019 roku Rada Gminy Trzebieszów przyjęła uchwałę przeciwko wprowadzaniu do wspólnot samorządowych „ideologii LGBT” stając się jedną z tak zwanych stref wolnych od LGBT w Polsce.